# كيلسي هاريسون
كيلسي هاريسون (بالإنجليزية: Kelsey Harrison)‏ هو أكاديمي نيجيري، ولد في 1933.